# Nihilistic Software
Nihilistic Software war ein amerikanisches Entwicklungsstudio für Computerspiele aus Novato, Kalifornien. Das 1998 gegründete Studio wurde bekannt für die Arbeiten an Vampire: The Masquerade – Redemption und dem nie veröffentlichten Starcraft: Ghost. 2012 kündigte das Unternehmen eine Umstrukturierung und Umfirmierung zu nStigate an. Seither trat es nicht mehr in Erscheinung.

## Geschichte
Nihilistic wurde 1998 von Ray Gresko, Robert Huebner und Steve Tietze gegründet, die zuvor bei LucasArts und Rogue Entertainment gearbeitet hatten. Mit dem für Activision entwickelten Erstlingswerk, dem Rollenspiel Vampire: The Masquerade – Redemption, stieß das Studio auf positive Resonanz. Das auf dem Rollenspiel-Regelwerk Vampire: Die Maskerade basierende Spiel kam mit einer fortschrittlichen 3D-Grafik und bot neben der Einzelspieler-Kampagne einen sogenannten Storyteller-Mehrspieler-Modus, in dem mehrere Spieler zusammen und unter Anleitung eines Spielleiters Missionen absolvieren konnten. Diese Funktion war inspiriert von textbasierten Multi User Dungeons. Für die Entwicklung stand dem Team ein Budget von 1,8 Millionen US-Dollar zur Verfügung. Bei den Game Critic Awards 1999 wurde das Spiel vor Deus Ex als bestes Rollenspiel ausgezeichnet.
2000 konnte das Studio mit Blizzard Entertainment einen Entwicklungsauftrag für das letztlich nie erschienene Konsolenspiel Starcraft: Ghost aushandeln. Nihilistic-Gründer Huebner hatte selbst für Blizzard kurze Zeit am Echtzeit-Strategiespiel Starcraft gearbeitet. Das bislang auf die PC-Plattform fokussierte Blizzard war auf der Suche nach einer Einstiegsmöglichkeit in den Konsolenmarkt, besaß intern aber keine freie Ressourcen. Nihilistic überzeugte das Unternehmen mit einem Konzept, das den Spieler direkt auf die Schlachtfelder von Starcraft versetzt und die Kämpfe aus Sicht eines Soldaten aus nächster Nähe erleben lässt. Beeinflusst war das Konzept dabei auch von der Popularität von Schleichspielen wie Metal Gear Solid und dem angekündigten Splinter Cell. Daraus entstand die Idee eines Third-Person-Actionspiels um die psionisch begabte Agentin Nova Terra, die den Ghost-Einheiten des Strategiespiels nachempfunden war. Nihilistic sollte in diesem Projekt die Entwicklungsarbeit leisten und für die kreative Ausgestaltung in enger Abstimmung mit Blizzard zusammenarbeiten. 2002 wurde das Spiel erstmals auf der Tokyo Game Show vorgestellt. Doch im Verlauf der Entwicklung forderte Blizzard immer mehr Änderungen am Ursprungskonzept, sodass das Projekt seinen Fokus verlor und die Entwicklung sich zunehmend verzögerte. 2004 wurde zunächst eine Verschiebung auf das Jahr 2005 angekündigt, bevor im Juni bekannt wurde, dass Nihilistic nicht mehr mit der Entwicklung des Spiels betraut sei. Das Spiel wurde trotz eines Entwicklerwechsels zu den Swingin’ Ape Studios nie mehr veröffentlicht. Lediglich der Roman Starcraft: Ghost – Nova und die Erweiterung Novas Geheimmissionen zu Starcraft 2 griffen die ursprünglich geplante Hauptfigur Nova nochmals auf.
Für Sony entwickelte Nihilistic den zur Vermarktung der Bewegungssteuerung Move konzipierten Titel PlayStation Move Heroes. Das Spiel kam 2011 auf den Markt. Im gleichen Jahr wurde Nihilistic als Entwickler des Resistance-Ablegers Burning Skies für die kommende neue Handheldkonsole PlayStation Vita enthüllt. Das Spiel erschien im Mai 2012 und erhielt mäßige Kritiken.
Im Juni 2012 kündigte Activision Nihilistics letzte Auftragsarbeit, Call of Duty: Black Ops – Declassified, auf der Branchenmesse E3 an. Allerdings hatten die Arbeiten an dem Titel erst im Mai 2012, nach der Veröffentlichung von Resistance: Burning Skies, begonnen. Bereits im Oktober 2012 beendete Nihilistic die Arbeiten an dem Titel. Im selben Monat kündigte das Unternehmen weiterhin an, seine Geschäftsfelder zu reorganisieren und sich künftig auf die Entwicklung reiner Downloadtitel zu fokussieren. Im Zuge dessen würden Teile der Mitarbeiter das Unternehmen verlassen, während die verbliebenen Entwickler künftig unter dem Namen nStigate firmieren würden. Im November erschien Call of Duty: Black Ops – Declassified, erhielt jedoch überwiegend negative Bewertungen, insbesondere wegen seiner weniger als einstündigen Einzelspieler-Kampagne und technischen Problemen.
Oktober 2012 benannte sich die Firma in nStigate um und verlagerte sich auf die Entwicklung von digital vertriebenen Spielen.

## Veröffentlichte Spiele
- 2000: Vampire: The Masquerade – Redemption (Windows, Mac OS)
- 2005: Marvel Nemesis: Rise of the Imperfects (PlayStation 2, Xbox, GameCube)
- 2007: Conan (PlayStation 3, Xbox 360)
- 2009: Zombie Apocalypse (PlayStation 3, Xbox 360)
- 2011: PlayStation Move Heroes (PlayStation 3/Move)
- 2012: Resistance: Burning Skies (PlayStation Vita)
- 2012: Call of Duty: Black Ops – Declassified (PlayStation Vita)